# Undone (série de televisão)
Undone é uma série televisiva de animação adulta norte-americana de comédia dramática criada por Raphael Bob-Waksberg e Kate Purdy. A animação é estrelada por Rosa Salazar. Undone estreou no dia 13 de setembro de 2019 no serviço da Amazon Prime Video, sendo este o primeiro seriado animado original da Amazon.

## Premissa
Undone explora "a natureza elástica da realidade através de Alma, a personagem principal. Após sofrer um acidente de carro que por pouco não tira sua vida, Alma descobre que possui controle sobre o tempo e usa essa habilidade para descobrir a verdade sobre a morte de seu pai".

## Elenco e personagens

### Principais
- Rosa Salazar como Alma Winograd-Diaz, a protagonista da série que começa a desenvolver a capacidade de manipular e mover o tempo após um acidente de carro.
- Angelique Cabral como Becca Winograd-Diaz, a irmã mais nova de Alma que está noiva de casamento.
- Constance Marie como Camila Diaz, a mãe de Alma.
- Siddharth Dhananjay como Sam, o namorado de Alma.
- Daveed Diggs como Tunde, o chefe da creche onde Alma trabalha.
- Bob Odenkirk como Jacob Winograd, o pai falecido de Alma que pede ajuda para investigar seu assassinato.

### Recorrentes
- Kevin Bigley como Reed Hollingsworth, o noivo de Becca.
- John Corbett como Layton Hollingsworth, o pai de Reed.
- Jeanne Tripplehorn como Beth Hollingsworth, a mãe de Reed.
- Sheila Vand como Farnaz, o aluno e assistente de pesquisa de Jacob que também foi morto no acidente.
- Tyler Posey como Padre Miguel, um padre recém-chegado na igreja de Camilla.
- Brad Hall como Charlie, uma pessoa misteriosa cuja empresa originalmente financiou a pesquisa de Jacob e a quem Jacob suspeita de tê-lo matado.
- Nicholas Gonzalez como Tomas, um barman.

## Episódios
| N.º | Título                                                  | Dirigido por  | Escrito por                       | Exibição original      |
| --- | ------------------------------------------------------- | ------------- | --------------------------------- | ---------------------- |
| 1 | "The Crash" "(O Acidente)"                              | Hisko Hulsing | Kate Purdy e Raphael Bob-Waksberg | 13 de setembro de 2019 |
| Alma discute o noivado de sua irmã, Becca, em um bar. Depois que a família faz um jantar em comemoração ao futuro noivado de sua irmã, Alma decide romper com o seu namorado, Sam, pois ainda que ela dissesse que o amava, ela diz que não gostaria de alimentá-lo com falsas esperanças de construir uma família. Alma fica bastante desolada com o acontecido e retorna ao bar para beber com Becca. Elas levam o barman Tomas para casa de Alma. Na residência todos ficam embriagados enquanto jogam "verdade ou consequência" e Becca acaba dormindo com Tomas, ato este pelo qual ela culpa Alma no dia seguinte. Agitada, Alma sai dirigindo o seu carro aos prantos e bastante furiosa quando acaba sofrendo um acidente de carro após ter um repentino vislumbre de seu falecido pai bem na frente dela.                                                                                          |                                                         |               |                                   |                        |
| 2 | "The Hospital" "(O Hospital)"                           | Hisko Hulsing | Kate Purdy e Raphael Bob-Waksberg | 13 de setembro de 2019 |
| Internada no hospital, Alma começa a se lembrar da noite de Halloween em que seu pai morreu. Ele estava fazendo companhia para buscar doces com ela, mas teve que deixá-la após receber uma ligação urgente do trabalho. Quando Alma foi escoltada por uma policial de volta para casa pela manhã, ela descobriu que seu pai não havia voltado. Depois de acordar de um coma de duas semanas, Alma não consegue se lembrar de ter rompido seu namoro com Sam, e sua percepção das visitas de seus entes querido torna-se surreal, não-linear e repetitiva, como uma distorção temporal. Seu pai explica que o acidente, que fora propositalmente causado por ele, transformou sua compreensão temporal e deu a ela a capacidade de não perceber mais as coisas de maneira linear. Ele diz que gostaria de desenvolver as habilidades dela para ajudá-lo a mudar o curso dos eventos que causaram sua morte. |                                                         |               |                                   |                        |
| 3 | "Handheld Blackjack" "(Blackjack Eletrônico)"           | Hisko Hulsing | Kate Purdy e Raphael Bob-Waksberg | 13 de setembro de 2019 |
| 4 | "Moving the Keys" "(Movendo as Chaves)"                 | Hisko Hulsing | Kate Purdy e Raphael Bob-Waksberg | 13 de setembro de 2019 |
| 5 | "Alone in This (You Have Me)" "(Sozinha (Você Comigo))" | Hisko Hulsing | Kate Purdy                        | 13 de setembro de 2019 |
| 6 | "Prayers and Visions" "(Orações e Visões)"              | Hisko Hulsing | Lauren Otero                      | 13 de setembro de 2019 |
| 7 | "The Wedding" "(O Casamento)"                           | Hisko Hulsing | Joanna Calo                       | 13 de setembro de 2019 |
| 8 | "That Halloween Night" "(Noite de Halloween)"           | Hisko Hulsing | Elijah Aron                       | 13 de setembro de 2019 |

## Produção

### Desenvolvimento

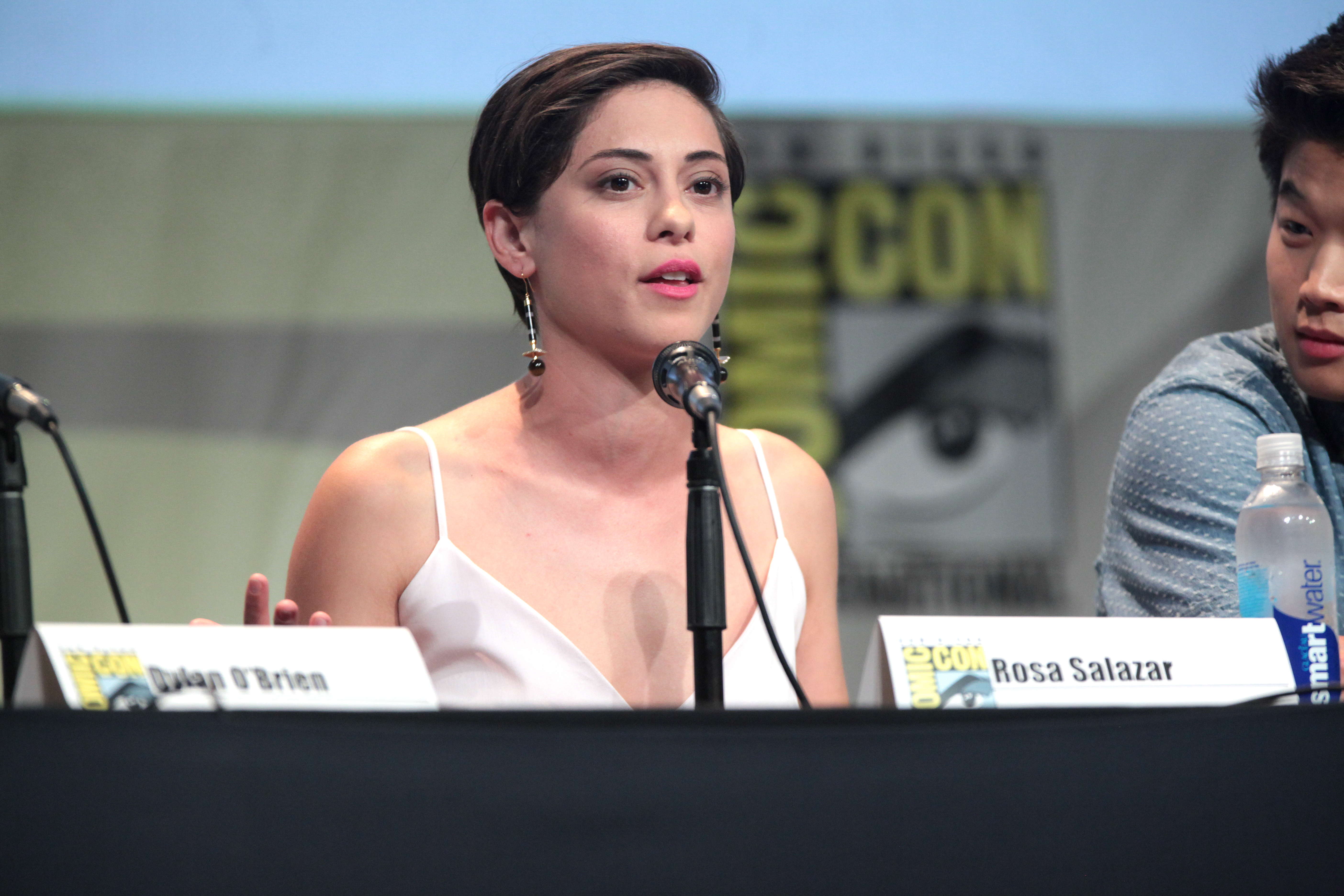
Rosa Salazar interpreta Alma, a personagem principal da série.

No dia 6 de março de 2018, foi anunciado que a Amazon havia dado sinal verde para a produção de uma temporada completa para Undone. A série foi criada por Raphael Bob-Waksberg e Kate Purdy, que também atuam como produtores executivos ao lado de Noel Bright, Steven A. Cohen e Tommy Pallotta. Hisko Hulsing supervisionou o design da produção e dirigiu uma equipe de animadores que trabalharam na Holanda. As empresas de produção envolvidas com a série incluem a The Tornante Company juntamente com as companhias de animação Submarine e Minnow Mountain. O primeiro trailer da série foi divulgado em junho de 2019.

### Escolha do elenco
Em conjunto com o primeiro anúncio da série, também foi noticiado que Rosa Salazar havia sido escalada para interpretar o papel principal da série, Alma.

## Lançamento
A primeira temporada de Undone foi lançada no dia 13 de setembro de 2019, com todos os oito episódios sendo disponibilizados através do serviço Prime Video da Amazon.

## Recepção da crítica
Undone foi universalmente aclamado pela crítica especializada. O Rotten Tomatoes, um site agregador de análises, indicou que 100% das 41 análises que os críticos fizeram da série foram positivas, com uma avaliação média de 8,21/10. O consenso crítico do site diz: "Uma crise existencial caleidoscópica, Undone inclina as regras do espaço-tempo em rotoscópio para tecer uma tapeçaria lindamente surreal que é ao mesmo tempo fantástica e totalmente relacionável". O Metacritic, por sua vez, calculou sua nota a partir de uma média ponderada de 88 de 100, com base em 15 análises, indicando "aclamação universal".